# Општина Жалец
Општина Жалец (словен. Žalec) је једна од општина Савињске регије у држави Словенији. Седиште општине је истоимени град Жалец.

## Природне одлике
Рељеф: Општина Жалец налази се у средишњем делу Словеније. Општина се простире у средишњем делу Цељске котлине. Јужни и северни део општине је брског карактера.
Клима: У општини умерено континентална клима.
Воде: Најважнији водоток у општини је река Савиња. Сви остали водотоци су мали и њене су притоке.

## Становништво
Општина Жалец је густо насељена.

## Насеља општине
| - Арја вас - Брница - Велика Пирешица - Врбје - Галиција - Готовље - Гриже - Грче - Добриша Вас - Дрешиња Вас | - Жалец - Железно - Забуковица - Залог при Шемпетру - Залошка Горица - Заврх при Галицији - Згорње Грушовље - Згорње Роје - Кале - Касазе | - Левец - Либоје - Ложница при Жалцу - Мала Пирешица - Мигојнице - Ново Цеље - Перново - Петровче - Подкрај - Подлог в Савињски Долини | - Подвин - Понграц - Пониква при Жалцу - Руше - Сподње Грушовље - Сподње Роје - Студенце - Храмше - Шемпетер в Савињски долини |  |